# Сан Бјађо ди Кјезануова (Ђенова)
Сан Бјађо ди Кјезануова је насеље у Италији у округу Ђенова, региону Лигурија.
Према процени из 2011. у насељу је живело 64 становника. Насеље се налази на надморској висини од 121 м.